# Шевченко (Казахстан)
Шевче́нко (каз. Шевченко) — село у складі Мартуцького району Актюбінської області Казахстану. Входить до складу Кизилжарського сільського округу.
Населення — 212 осіб (2021; 289 у 2009, 520 у 1999, 575 у 1989).